# Jakob Dinesohn
Jakob Dinesohn (auch: Jacob Dinesohn oder Dineson, auch Jankev Dineson; geboren 1836 in Žagarė, Russisches Kaiserreich; gestorben 29. August 1919 in Warschau) war ein jiddischer Schriftsteller, Aufklärer und Volkserzieher. Er führte das Genre des sentimentalen Romans in die jiddische Literatur ein, schrieb eine Vielzahl Novellen und betätigte sich auch als Übersetzer. In seinen Werken und auch praktisch engagierte er sich für die Benachteiligten, trat für eine liebevolle Kindererziehung ein und warb insbesondere um religiöse Toleranz.

## Leben

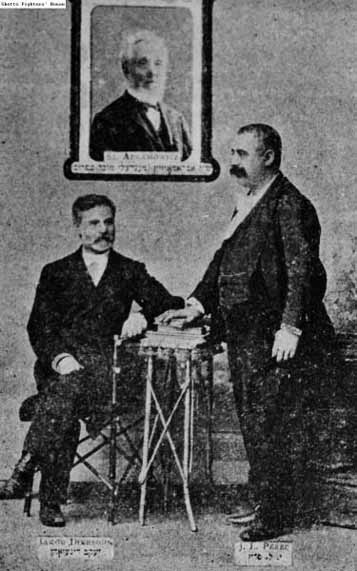
Dinesohn und Jizchok Leib Perez. Im Hintergrund ein Bild von Mendele Moicher Sforim

Jakob Dinesohn wurde in Mogiljow bei seinem Onkel Eisik Eliaschow erzogen. Er studierte mehrere Jahre Talmud und die hebräische Sprache und betätigte sich einige Zeit als Hauslehrer für Hebräisch. Zudem hielt er naturwissenschaftliche Vorträge in der Mogiljower Talmud-Tora-Schule (später publiziert unter Namen wie Donner und Blitz, Regen und Schnee usw.). Er schrieb zunächst für hebräische Zeitschriften (Ha-Maggid, Hameliz, Haschachar und andere) kleinere Artikel und veröffentlichte dort eine Auswahl seiner Briefe. Um das breite Volk zu erreichen, das kein Hebräisch verstand, verlegte er sich bald darauf, wie viele Maskilim, die sich dazu genötigt sahen, auf die jiddische Sprache. Er wurde dann der populärste jiddische Novellist im ausgehenden 19. Jahrhundert.
Dinesohn hat nie geheiratet, sondern blieb der unglücklichen Liebe zu seiner Schülerin, der Tochter des wohlhabenden Hauses Horowitz, wo er als Hauslehrer und später als Finanzverwalter tätig war, treu. Ende 1885 ließ er sich in Warschau nieder, wo er ein Annoncen-Büro eröffnete und u. a. mit Perez und Schalom Alechem freundschaftlich verbunden war. Nach Perez’ Tod (1915) zog sich Dinesohn von der öffentlichen literarischen Tätigkeit zurück und widmete sich der sozialen Arbeit für jüdische Kinderheime und Schulen; während des Weltkriegs setzte er sich unermüdlich für Kriegswitwen und -waisen ein.

## Werk
Sein erster Roman (Ba'awon awot, Wegen der Schuld der Väter, Schilderung des tragischen Schicksals eines jüdischen Mädchens, das wegen der strengen Zucht und fanatischen Gesinnung der Eltern freiwillig in den Tod geht) wurde durch die russische Zensur verboten. Sein zweites Werk, Der schwarzer Jingermantschik (Wilna 1877; Jingermantschik = junger Mensch, Mann: die Geschichte der Verhinderung einer Liebesheirat zweier tugendsamer junger Leute durch einen dämonisch gezeichneten, reichen, charakterlosen Chassid, dem, obwohl entlarvt als schlechter Mensch, weiter alle äußeren Ehren zuteilwerden) wurde, vollkommen gegen Dinesohns Erwartung, ein großer Erfolg (in kürzester Zeit wurden 10 000 Exemplare abgesetzt). Es folgten Ewen niggof, a Stein aufn Weg (vier Teile, Warschau 1890), die künstlerisch hochstehenden Erzählungen Herschele und Jossele (1899, Beschreibung eines unglücklich-elenden Waisenschicksals mit tödlichem Ausgang; ins Deutsche übersetzt von Albert Katz).
Jakob Dinesohn verfasste auch eine Reihe Erzählungen aus dem Kinderleben (Kinderische Seelen, 1904, darunter die bedeutendsten: Falek und sein Haus, Jossel Algebrainik), unter den Novellen sind die Golus-Bilder besonders erwähnenswert, die in verschiedenen Zeitschriften in Russland und Amerika erschienen sind. Er gab auch eine Weltgeschichte in jiddischer Sprache heraus (1900) und bearbeitete Graetzens Volkstümliche Geschichte der Juden (1885; Graetz war eigentlich gegen eine Übersetzung ins Jiddische und äußerte sich sehr abfällig über die jiddische Sprache, was eine längere Debatte in verschiedenen Zeitschriften: Volksblatt, Hausfreund etc., provozierte, bei der Dinesohn die jiddische Sprache verteidigte).
Die zahlreichen Briefe (später an verschiedenen Stellen veröffentlicht), die Dinesohn an jiddische und hebräische Schriftsteller schrieb, sind von besonderem literatur- und kulturgeschichtlichen Wert und stellen einen wichtigen Teil seines Schaffens dar. Der Verbleib seines ebenfalls bedeutsamen umfangreiches Archivs an Briefen, die er wiederum von jüdischen Schriftstellern und unterschiedlichsten Persönlichkeiten erhalten hat, ist unbekannt.

## Weitere Werke (Auswahl)
- Funm kinderischen Lebn, 1900 (autobiographische Erinnerungen, erschienen in Der Jid)
- Alter, 1903
- Die Krisis, Warschau 1903
- Die Mormonen, ihre Religion und Geschichte, 1904 (Beilage zum Volksfreund)

## Unveröffentlichte Werke
- A Brif zi a Mchaber
- Chederjinglech
- Chelmo tewa chasai (Erzählung)
- Der Krieg
- Em habonim oder die schöne Ruchale (Roman in vier Teilen)
- Jom-Kippur-Motive
- Maasse b'chol jom (Roman in zwei Teilen)
- R. Berl der Groisser
- Sepher sikkaron
- Vor Lecht bentschen
- Wegn Robinson Crusoe
- Zuschneider
- Darüber hinaus biographische Arbeiten über Dick und Mendele sowie Studien zum Jüdischen Theater